# Liste chinesischer Triebfahrzeuge
Diese Liste gibt einen Überblick über die chinesischen Triebfahrzeuge.

## Dampflokomotiven

### Von Vorgängerbahnen übernommen
| Baureihe | Bauart    | Anzahl | Hersteller                | Baujahr(e)  | Bemerkungen                        | Bild                |
| -------- | --------- | ------ | ------------------------- | ----------- | ---------------------------------- | ------------------- |
| AM1      | 2'B       |        | ALCO                      | 1907        |                                    | AM1                 |
| AM2      | 2'B       |        | Baldwin                   | 1879        |                                    | AM2                 |
| AM3      | 2'B       |        | ALCO                      | 1929        |                                    | AM3                 |
| AM4      | 2'B       |        |                           |             |                                    |                     |
| BL       | D         |        |                           |             |                                    |                     |
| DB1      | 1'C2't    |        | ALCO                      | 1907        |                                    | DB1                 |
| DK1      | 1'E       |        |                           |             |                                    | DK1                 |
| DK2      | 1'E       | 60     |                           |             | SŽD-Baureihe Е                     | DK2                 |
| DK3      | 1'E       |        |                           |             |                                    |                     |
| ET4      | D         |        |                           |             |                                    | ET4                 |
| ET6      | D         |        |                           |             |                                    |                     |
| JF1      | 1'D1'     |        |                           |             | SMR Typ Mikai, CER Nr. 2100 - 2500 | JF1                 |
| JF2      | 1'D1'     |        | Shahekuo                  | 1928        | SMR                                | JF2                 |
| JF3      | 1'D1'     |        | Škoda/ČSR                 | 1927–30     |                                    | JF3                 |
| JF4      | 1'D1'     |        | Kawasaki                  | 1935        | SMR                                | JF4                 |
| JF6      | 1'D1'     |        |                           | 1940        |                                    | JF6                 |
| JF7      | 1'D1'     |        |                           |             |                                    | JF7                 |
| JF8      | 1'D1'     |        | Škoda/ČSR                 | 1935        |                                    | JF8                 |
| JF9      | 1'D1'     |        |                           |             |                                    | JF9                 |
| JF10     | 1'D1'     |        |                           |             | USATC-Klasse S 200                 | JF10                |
| JF11     | 1'D1'     |        |                           |             |                                    | JF11                |
| JF12     | 1'D1'     |        |                           |             |                                    | JF12                |
| JF13     | 1'D1'     |        | Škoda/ČSR                 | 1939        |                                    | JF11                |
| JF14     | 1'D1'     |        |                           |             |                                    |                     |
| JF15     | 1'D1'     |        |                           |             |                                    |                     |
| JF16     | 1'D1'     |        |                           |             | JNR-Klasse D50                     |                     |
| JF17     | 1'D1'     |        |                           | 1931        |                                    | JF17                |
| JF18     | 1'D1'     |        | ALCO                      | 1914        |                                    | JF18                |
| JF21     | 1'D1'     |        | ALCO                      | 1937        |                                    | JF21                |
| KD       | 1'D       |        |                           | 1924        |                                    |                     |
| KD2      | 1'D       |        | Tubize/Belgien            | 1925        |                                    | KD2                 |
| KD3      | 1'D       |        |                           |             | SMR-Klasse H3                      |                     |
| KD4      | 1'D       |        |                           |             | GCR-Klasse 8K                      |                     |
| KD5      | 1'D       | 251    |                           |             | JNR-Klasse 9600                    | KD5                 |
| KD6      | 1'D       | 40     |                           |             | USATC-Klasse S 160                 | KD6 oder USATC S160 |
| KD7      | 1'D h2    | 160    |                           |             |                                    | KD7                 |
| KD8      | 1'D       |        |                           |             |                                    |                     |
| KD10     | 1'D       |        |                           |             | PRR-Klasse H6sb                    |                     |
| KD11     | 1'D       |        |                           |             | SMR-Klasse H2                      |                     |
| KD13     | 1'D       |        |                           |             |                                    |                     |
| KD20     | 1'D       |        |                           |             |                                    |                     |
| KD25     | 1'D       |        |                           |             |                                    |                     |
| KD55     | 1’D       | 54     |                           |             |                                    | KD55                |
| KF       | 2'D2' h2  | 24     |                           |             |                                    | KF1                 |
| KP4      | D         | 81+    |                           |             |                                    |                     |
| KTSch4   | D         |        |                           |             |                                    |                     |
| KV4      | D         |        |                           |             |                                    |                     |
| LD1      | 2'B'2     | 2      |                           |             | Stromlinienverkleidung             | LD1                 |
| MG1      | 1'C       |        |                           |             |                                    | MG1                 |
| MG5      | 1'C       |        |                           |             |                                    | MG5                 |
| MG9      | 1'C       |        |                           |             |                                    |                     |
| MG10     | 1'C       | 3+     | North British Locomotive  | 1909        | CKR-Klasse A                       |                     |
| ML1      | C'C       |        |                           |             |                                    | ML1                 |
| ML2      | (1'B)B1'  |        |                           |             |                                    | ML2                 |
| ML3      | (1'D)D1'  |        |                           |             |                                    | ML3                 |
| ML4      | (1'D)D1'  |        |                           |             |                                    | ML4                 |
| MT1      | 2'D1'     | 7      |                           |             |                                    | MT1                 |
| PL2      | 1'C1'     | 20+    |                           |             |                                    | PL2                 |
| PL3      | 1'C1't    |        |                           |             |                                    | PL3                 |
| PL9      | 1'C1'     |        | Škoda/ČSR                 | 1936        |                                    | PL9                 |
| SL3      | 2'C1'     |        |                           |             |                                    | SL3                 |
| SL5      | 2'C1'     |        | Shahekou                  | 1927        |                                    | SL5                 |
| SL6      | 2'C1'     | 423    |                           | 1933 - 1958 |                                    | SL6                 |
| SL7      | 2'C1' h2  | 12     |                           |             | Stromlinienverkleidung             | SL7                 |
| SL8      | 2'C1'     |        |                           |             | Stromlinienverkleidung             | SL8                 |
| SL9      | 2'C1'     | 16     |                           |             | JNR-Klasse C51                     |                     |
| SL12     | 2'C1'     |        |                           |             |                                    | SL12                |
| SL13     | 2'C1'     |        |                           |             |                                    | SL13                |
| SL14     | 2'C1'     |        |                           |             |                                    |                     |
| SL18     | 2'C1'     |        |                           |             |                                    |                     |
| SN       | E         | 16     | Baldwin                   | 1924-1929   |                                    | SN                  |
| ST1      | 1'E1' h2t |        | Škoda/ČSR, Kawasaki/Japan | 1929–30     |                                    | ST1                 |
| ST2      | 1'E1' h2  | 10     | Krupp/Deutschland         | 1936–37     |                                    | ST2                 |
| ST3      | 1'E1' h2  |        | Tubize/Belgien            | 1937        |                                    | ST3                 |
| TH1      | 2'C       |        |                           |             |                                    | TH1                 |
| TH2      | 2'C       |        |                           |             |                                    | TH2                 |
| TH12     | 2'C       |        |                           |             |                                    |                     |
| TH18     | 2'C       |        |                           |             |                                    |                     |
| TW1      | 2'D       |        |                           |             |                                    |                     |
| XK2      | Ct        | ~ 20   |                           |             | USATC-Klasse S 100                 | XK2                 |
| XK5      | C n2t     |        | Cockerill/Belgien         | 1901        |                                    | XK5                 |
| XK6      | Ct        |        |                           |             | Etat Belge 51                      |                     |
| XK7      | Ct        |        |                           |             |                                    |                     |
| XK9      | Ct        |        |                           |             | früher XK51                        | XK9                 |

### Für die Bahnen der VR China gebaut
| Baureihe | Bauart   | Anzahl                                                          | Hersteller                        | Baujahr(e) | Bemerkungen                                                                                        | Bild                                                  |
| -------- | -------- | --------------------------------------------------------------- | --------------------------------- | ---------- | -------------------------------------------------------------------------------------------------- | ----------------------------------------------------- |
| C2       | D        | 825                                                             | Shijiazhuang, Harbin              | 1958–88    | chinesischer Nachbau der SŽD-Baureihe ПТ-4                                                         | C2                                                    |
| C4       | D        |                                                                 |                                   |            | |                                                       |
| DK5      | 1'E h2   | 40                                                              | Reșița/Rumänien                   | 1958       | rumänischer Nachbau der DR-Baureihe 50                                                             | DK5                                                   |
| ET7      | D h2t    | 90                                                              | Chrzanow/Polen                    | 1952–62    | Werkstyp „Śląsk“, in China teilweise zu Schlepptenderlokomotiven umgebaut                          | ET7                                                   |
| FD       | 1'E1' h2 | 1.054                                                           | Lugansk/UdSSR, Ulan-Ude/UdSSR     | 1931–42    | ex SŽD-Baureihe ФД, 1958–61 übernommen; ursprünglich Baureihe YH, 1966 in FX, 1971 in FD umbenannt | Baureihe FD, übernommen aus der Sowjetunion 1958-1961 |
| GJ       | C n2t    | 122                                                             | Taiyuan, Chengdu                  | 1958–61    | | GJ                                                    |
| HQ       | 1'E h2   | 3                                                               | Dalian                            | 1958       | nur 3 Loks gebaut                                                                                  |                                                       |
| JF       | 1'D1' h2 | über 2.500, 455 davon wurden in den 50er Jahren in China gebaut | Sifang, Dalian, Qiqiahar          | 1952–60    | Nachbau der Baureihe JF1                                                                           | Baureihe JF, ein Nachbau der JF1                      |
| JS       | 1'D1' h2 | 1.916                                                           | Dalian, Qishuyan, Datong, Beijing | 1957–88    | verbesserte Weiterentwicklung der Baureihe JF                                                      | JS                                                    |
| QJ       | 1'E1' h2 | 4.714                                                           | Dalian, Datong                    | 1956–88    | ursprünglich Baureihe HP, 1966 in FD, 1971 in QJ umbenannt                                         | QJ, mit über 4700 Loks weit verbreitet                |
| RM       | 2'C1' h2 | 258                                                             | Sifang                            | 1958–66    | verbesserte Weiterentwicklung der Baureihe SL                                                      | RM, eine Weiterentwicklung der Baureihe SL            |
| SL       | 2'C1' h2 | ~ 607                                                           | Sifang                            | 1908–58    | Nachbau der Baureihe SL6                                                                           | SL                                                    |
| SY       | 1'D1' h2 | 1.820                                                           | Tangshan                          | 1960–99    | verbesserter Nachbau der Baureihe JF6                                                              | SY, ein Nachbau der Baureihe JF6                      |
| XK13     | C n2t    | 82                                                              | Chrzanow/Polen                    | 1958–60    | Werkstyp „Ferrum“                                                                                  | XK13                                                  |
| YJ       | 1'C1' h2 | 202                                                             | Jinan                             | 1958–61    | verbesserter Nachbau der Baureihe PL2                                                              | YJ                                                    |

## Diesellokomotiven
- BJ = Beijing
- DF = Dongfeng (Ostwind)
- DFH = Dongfanghong (Der Osten ist rot)
- HXN = „Harmonie“-Programm Diesellokomotiven
- ND = neiran dian chuandong (diesel-elektrische Kraftübertragung)
- NJ =
- NY = neiran yeli chuandong (diesel-hydraulische Kraftübertragung)

| Baureihe          | Baujahre   | Bauart            | Leistung     | Hersteller                        | Bemerkungen                             | Bild                                                            |
| ----------------- | ---------- | ----------------- | ------------ | --------------------------------- | --------------------------------------- | --------------------------------------------------------------- |
| DFH1              | 1959–1973  | B'B'-dh           | 1220 kW      | Sifang                            | ex NY1 „Satellit“                       | DFH1                                                            |
| DFH2              | 1960, 1966 | B'B'-dh           | 1470 kW      | Dalian, Sifang                    | ex NY2 „Fliegender Drache“              | „Fliegender Drache“                                             |
| DFH2 (1973)       | 1973–      | B'B'-dh           | 650 kW       | Ziyang                            |                                         | DFH2                                                            |
| DFH3              | 1971–1989  | B'B'-dh           | 1460 kW      | Sifang                            |                                         | DFH3                                                            |
| DFH4              | 1969–1981  | C'C'-dh           | 3309–3675 kW | Sifang, Ziyang, Qishuyan          |                                         | DFH4                                                            |
| DFH5              | 1976–1988  | B'B'-dh           | 790 kW       | Ziyang, Sifang                    |                                         | DFH5                                                            |
| DFH5B             | 1985       | B'B'-dh           | 920 kW       | Ziyang                            |                                         |                                                                 |
| DFH6              | 1981       | B'B'-dh           | 1740 kW      | Ziyang                            |                                         |                                                                 |
| DFH7              | 1988–1991  | B'B' -dh          | 790 kW       | Ziyang                            |                                         |                                                                 |
| DFH21             | 1977–1985  | C'C'-dh           | 640 kW       | Sifang                            | Schmalspurlokomotive                    | DFH21                                                           |
| BJ6001            | 1970       | D'D'-dh           | 4410 kW      | Beijing                           |                                         | BJ6001                                                          |
| BJ                | 1971–1990  | B'B'-dh           | 1500 kW      | Beijing                           | auch als Doppellokomotive produziert    | BJ                                                              |
| Jianshe           | 1958       | -del              | 441 kW       | Beijing                           |                                         | Jianshe                                                         |
| Xianxing          | 1958–1959  | -del              | 1471 kW      | Qishuyan                          |                                         | Xianxing                                                        |
| DF                | 1958–1973  | Co'Co'-del        | 1500 kW      | Dalian, Qishuyan, Chengdu, Datong | ex ND „Großer Drache“                   | DF                                                              |
| DF2               | 1964–1974  | Co'Co'-del        | 650 kW       | Qishuyan                          | ex ND2                                  | DF2                                                             |
| DF3               | 1969–1974  | Co'Co'-del        | 1050 kW      | Dalian                            |                                         | DF3                                                             |
| DF4               | 1969–1976  | Co'Co'-del        | 1920 kW      | Dalian                            |                                         | DF4                                                             |
| DF4B              | 1985–      | Co'Co'-del        | 1985 kW      | Dalian, Ziyang, Datong, Sifang    |                                         | DF4B                                                            |
| DF4C              | 1985–      | Co'Co'-del        | 2165 kW      | Dalian, Ziyang, Datong, Sifang    |                                         | DF4C                                                            |
| DF4CK             | 1999       | Co'Co'-del        | 2165 kW      | Ziyang                            |                                         |                                                                 |
| DF4D(K)           | 1996–1999  | Co'Co'-del        | 2425 kW      | Dalian                            |                                         | DF4D (K)                                                        |
| DF4D(H)           | 1998–      | Co'Co'-del        | 2425 kW      | Dalian                            |                                         | DF4D (H)                                                        |
| DF4D(Z)           | 1999–2007  | Co'Co'-del        | 2980 kW      | Dalian                            |                                         | DF4D (Z)                                                        |
| DF4DJ             | 2000       | Co'Co'-del        | 2510 kW      | Dalian, Siemens                   |                                         | DF4DJ                                                           |
| DF4DF             | 1999–2004  | Co'Co'-del        | 2425 kW      | Dalian                            |                                         | DF4DF                                                           |
| DF4DD             | 1999–2004  | Co'Co'-del        | 3180 kW      | Dalian                            |                                         | DF4DD                                                           |
| DF4E              | 1995- 1997 | Co'Co'+Co'Co'-del | 2×2430 kW    | Sifang                            |                                         | DF4E                                                            |
| DF5               | 1976–      | Co'Co'-del        | 1213 kW      | Tangshan, Sifang                  |                                         | DF5                                                             |
| DF5B              |            | Co'Co'-del        | 1500         | Dalian                            |                                         |                                                                 |
| DF5BG             |            | Co'Co'-del        | 1500         | Dalian                            |                                         |                                                                 |
| DF5C              | 1994–      | Co'Co'-del        | 1320 kW      | Sifang                            |                                         |                                                                 |
| DF5D              | 1999–      | Co'Co'-del        | 1200 kW      | Dalian                            |                                         | DF5D                                                            |
| DF6               | 1989       | Co'Co'-del        | 2425 kW      | Dalian                            |                                         | DF6                                                             |
| DF7               | 1982–1990  | Co'Co'-del        | 1470 kW      | Beijing                           |                                         | DF7                                                             |
| DF7B              | 1990–      | Co'Co'-del        | 1840 kW      | Beijing                           |                                         | DF7B                                                            |
| DF7C              | 1991–2001  | Co'Co'-del        | 1840 kW      | Beijing                           |                                         | DF7C                                                            |
| DF7D              | 1995–1998  | Co'Co'-del        | 1500 kW      | Beijing                           |                                         | DF7D                                                            |
| DF7E              | 1998       | Co'Co'-del        | 2000 kW      | Beijing                           |                                         | DF7E                                                            |
| DF7F              | 2000       | Co'Co'-del        | 2650 kW      | Beijing                           |                                         |                                                                 |
| DF7G              | 2003–      | Co'Co'-del        | 2200 kW      | Beijing, Sifang                   |                                         | DF7G                                                            |
| DF7J              | 2004       | Co'Co'-del        | 2200 kW      | Beijing                           |                                         | DF7J                                                            |
| DF8               | 1984–1990  | Co'Co'-del        | 3310 kW      | Qishuyan                          |                                         | DF8                                                             |
| DF8B              | 1997–      | Co'Co'-del        | 3100 kW      | Qishuyan, Ziyang                  |                                         | DF8B                                                            |
| DF8BJ             | 2002       | Co'Co'-del        | 4000 kW      | Ziyang                            | „Westlicht“                             |                                                                 |
| DF8CJ             | 2002       | Co'Co'-del        | 3650 kW      | Qishuyan                          | „Sonnenlicht“                           | DF8CJ                                                           |
| DF8DJ (DF8B 5672) | 2003       | Co'Co'-del        | 3350 kW      | Ziyang                            |                                         |                                                                 |
| DF9               | 1991       | Co'Co'-del        | 3040 kW      | Qishuyan                          |                                         | DF9                                                             |
| DF10              |            | Bo'Bo'+Bo'Bo'-del | 2×1600 kW    | Dalian                            |                                         |                                                                 |
| DF10C             | 1995       | Co'Co'+Co'Co'-del | 2×2130 kW    | Dalian                            |                                         |                                                                 |
| DF10D             |            | Bo'Bo'+Bo'Bo'-del | 2×1600 kW    | Dalian                            |                                         |                                                                 |
| DF10DD            | 2003–      | Co'Co'-del        | 2200 kW      | Dalian                            |                                         | DF10DD                                                          |
| DF10F             | 1996–1998  | Co'Co'+Co'Co'-del | 2×2200 kW    | Dalian                            |                                         | DF10F                                                           |
| DF11              | 1992–2005  | Co'Co'-del        | 3040 kW      | Qishuyan                          |                                         | DF11                                                            |
| DF11G             | 2003–      | Co'Co'+Co'Co'-del | 2×3040 kW    | Qishuyan                          |                                         | DF11G                                                           |
| DF11Z             | 2002       | Co'Co'+Co'Co'-del | 2×3040 kW    | Qishuyan                          |                                         | DF11Z                                                           |
| DF12              | 1997–2001  | Co'Co'-del        | 1990 kW      | Ziyang,                           |                                         | DF12                                                            |
| DF21              |            | Co'Co'-del        | 1500 kW      | Sifang                            | Schmalspur                              | DF21                                                            |
| HXN3              | 2008–      | Co'Co'-del        | 4700 kW      | EMD/Dalian                        | EMD JT56ACe basierend auf EMD SD90MAC-H | HXN3 oder EMD JT56ACe                                           |
| HXN5              | 2008–      | Co'Co'-del        | 4700 kW      | GE / Qishuyan                     | GE ES59ACi basierend auf GE AC6000CW    | HXN5 oder GE ES59ACi                                            |
| ND1               | 1958       | Bo'Bo'-del        | 440 kW       | Ganz                              | basierend auf MÁV-Baureihe M44          | ND1                                                             |
| ND2               | 1972–1987  | Co'Co'-del        | 1280 kW      | Electroputere                     | basierend auf CFR-Baureihe 060 DA       | ND2                                                             |
| ND3               | 1985       | Co'Co'-del        | 1540 kW      | Electroputere                     |                                         | ND3                                                             |
| ND4               | 1973–1975  | Co'Co'-del        | 2150 kW      | Alstom                            |                                         | ND4                                                             |
| ND5               | 1984–1986  | Co'Co'-del        | 2550 kW      | General Electric                  | basierend auf GE C36-7                  | ND5                                                             |
| NJ1               | 1999       | Co'Co'-del        | 1320 kW      | Sifang                            | 3                                       |                                                                 |
| NJ2               | 2005–2006  | Co'Co'-del        | 3800 kW      | General Electric                  | für Tibetbahn                           | NJ2, von General Electric für den Betrieb über 4000 m angepasst |
| NY5               | 1967       | C'C'-dh           | 2940 kW      | Henschel DHG 4000                 |                                         | NY5                                                             |
| NY6               | 1972       | C'C'-dh           | 3160 kW      | Henschel DHG 4600                 |                                         | NY6                                                             |
| NY7               | 1972       | C'C'-dh           | 3680 kW      | Henschel DHG 5400                 |                                         | NY7                                                             |

## Elektrolokomotiven

### Wechselstromlokomotiven
- SS = Shaoshan, der Geburtsort Mao Zedongs

| Baureihe            | Baujahre   | Achsfolge     | Leistung  | Hersteller                       | Bemerkungen | Bild                  |
| ------------------- | ---------- | ------------- | --------- | -------------------------------- | ----------- | --------------------- |
| SS1                 | 1958–1988  | Co'Co'        | 3780 kW   | Zhuzhou                          | ex 6Y1      | SS1                   |
| SS2                 | 1969       | Co'Co'        | 4620 kW   | Zhuzhou                          |             | SS2                   |
| SS3                 | 1989–1993  | Co'Co'        | 4350 kW   | Zhuzhou, Ziyang, Datong          |             | SS3                   |
| SS3B                | 2003–2006? | Co'Co'+Co'Co' | 2×4320 kW | Zhuzhou, Ziyang, Datong, Taiyuan |             | SS3B                  |
| SS3C                | 2008       | Co'Co'+Co'Co' | 2×4800 kW | Taiyuan                          |             |                       |
| SS4                 | 1985–2003  | Bo'Bo'+Bo'Bo' | 2×3200 kW | Zhuzhou                          |             | SS4                   |
| SS4G                | 1993–2007  | Bo'Bo'+Bo'Bo' | 2×3200 kW | Zhuzhou, Ziyang, Datong, Dalian  |             | SS4G                  |
| SS4B                | 1995–2006  | Bo'Bo'+Bo'Bo' | 2×3200 kW | Zhuzhou                          |             | SS4B                  |
| SS4C                | 1997       | Bo'Bo'+Bo'Bo' | 2×3200 kW | Zhuzhou                          |             | SS4C                  |
| SS5                 | 1991       | Bo'Bo'        | 3200 kW   | Zhuzhou                          |             | SS5                   |
| SS6                 | 1990–1992  | Co'Co'        | 4800 kW   | Zhuzhou                          |             | SS6                   |
| SS6B                | 1992–      | Co'Co'        | 4800 kW   | Zhuzhou                          |             | SS6B                  |
| SS7                 | 1992–2007  | Bo'Bo'Bo'     | 4800 kW   | Datong                           |             | SS7                   |
| SS7B                | 1997       | Bo'Bo'Bo'     | 4800 kW   | Datong                           |             | SS7B                  |
| SS7C                | 1998–2006  | Bo'Bo'Bo'     | 4800 kW   | Datong                           |             | SS7C                  |
| SS7D                | 1999–2002  | Bo'Bo'Bo'     | 4800 kW   | Datong                           |             | SS7D                  |
| SS7E                | 2001–2006  | Co'Co'        | 4800 kW   | Datong, Dalian                   |             | SS7E                  |
| SS8                 | 1994–2001  | Bo'Bo'        | 3600 kW   | Zhuzhou                          |             | SS8                   |
| SS9 0001-0043       | 1998–2002  | Co'Co'        | 4800 kW   | Zhuzhou                          |             | SS9, 1. Serie         |
| SS9 0004, 0044-0213 | 2002–2006  | Co'Co'        | 4800 kW   | Zhuzhou                          |             | SS9, 2. Serie ab 2002 |

### Importlokomotiven
| Baureihe | Baujahre  | Achsfolge     | Leistung  | Hersteller                | Bemerkungen                               | Bild                                           |
| -------- | --------- | ------------- | --------- | ------------------------- | ----------------------------------------- | ---------------------------------------------- |
| 6Y2      | 1958–1961 | Co'Co'        | 4740 kW   | Alstom                    | basierend auf SNCF CC 7100                | 6Y2, basiert auf den CC 7100 der SNCF          |
| 6G1      | 1971      | Co'Co'        | 5100 kW   | Electroputere             | basierend auf CFR-Baureihe 060 EA         | 6G1                                            |
| 6G       | 1973      | Co'Co'        | 5400 kW   | Alstom                    |                                           | 6G                                             |
| 6K       | 1986–1987 | Bo'Bo'Bo'     | 5100 kW   | Kawasaki                  | basierend auf JNR-Klasse EF 66            | 6K, basiert auf der japanischen EF 66          |
| 8G       | 1987–1990 | Bo'Bo'+Bo'Bo' | 2×3200 kW | Nowotscherkassk           | basierend auf SŽD-Baureihe ВЛ80С und ВЛ85 | 8G, basiert auf der sowjetischen ВЛ80 und ВЛ85 |
| 8K       | 1987      | Bo'Bo'+Bo'Bo' | 2×3200 kW | 50-Hz-Arbeitsgemeinschaft |                                           | 8K                                             |

### Drehstromlokomotiven
- HXD = „Harmonie“-Programm Elektrolokomotiven

| Baureihe   | Baujahre  | Achsfolge       | Leistung  | Hersteller             | Bemerkungen | Bild                                            |
| ---------- | --------- | --------------- | --------- | ---------------------- | --- | ----------------------------------------------- |
| AC4000     | 1996      | Bo'Bo'          | 4000 kW   | Zhuzhou                | | AC4000                                          |
| DJ         | 2000      | Bo'Bo'          | 4800 kW   | Zhuzhou                | „Neunter Parteitag“ |                                                 |
| DJ1        | 2000–2001 | Bo'Bo '+ Bo'Bo' | 6400 kW   | Siemens, Zhuzhou       | | DJ1                                             |
| DJ2        | 2001      | Bo'Bo'          | 4800 kW   | Zhuzhou                | „Olympic Star“ |                                                 |
| SkyShuttle | 2003      | Bo'Bo'          | 4800 kW   | Datong                 | fälschlicherweise oft als DJ3 bezeichnet                                                                                  |                                                 |
| HXD1       | 2006–2008 | Bo'Bo'+Bo'Bo'   | 9600 kW   | Siemens, Zhuzhou       | ex DJ4 | HXD1                                            |
| HXD1B      | 2009–     | Co'Co'          | 9600 kW   | Siemens/Zhuzhou        | | HXD1B                                           |
| HXD1C      | 2009–     | Co'Co'          | 7200 kW   | Zhuzhou, Ziyang        | | HXD1C                                           |
| HXD1D      | 2012–     | Co'Co'          | 7200 kW   | Zhuzhou                | | HXD1D                                           |
| HXD1F      | 2014      | Bo'Bo'+Bo'Bo'   | 9600 kW   | Zhuzhou                | Doppellokomotive mit 30 t Achslast für den Kohlenverkehr basieren auf Siemens EuroSprinter                                |                                                 |
| HXD2F      | 2014      | Bo'Bo'+Bo'Bo'   | 9600 kW   | Datong                 | Doppellokomotive mit 30 t Achslast für den Kohleverkehr basierend auf Alstom-Prima-Technologie. Spitzname Super Herkules. | (auf dem Bild unvollständig als D2F bezeichnet) |
| HXD1G      | 2015–     | Bo'Bo'+Bo'Bo'   | 11200 kW  | Zhuzhou                | | HXD1G                                           |
| HXD2       | 2006–2008 | Bo'Bo'+Bo'Bo'   | 10.000 kW | Alstom, Datong         | ex DJ4-6000 | HXD2, Doppellok der Prima von Alstom            |
| HXD3       | 2003–2009 | Co'Co'          | 7200 kW   | Toshiba, Dalian/Datong | ex SSJ3, DJ3, SL1 | HXD3                                            |
| HXD3A      | 2013–     | Bo'Bo'+ Bo'Bo'  |           | Bombardier, Dalian     | |                                                 |
| HXD3B      | 2008–     | Co'Co'          | 9600 kW   | Bombardier, Dalian     | | HXD3B                                           |
| HXD3C      | 2008–     | Co'Co'          | 7200 kW   | Bombardier, Dalian     | | HXD3C                                           |
| HXD3D      | 2012–     | Co'Co'          | 7200 kW   | Dalian                 | | HXD3C                                           |
| HXD3E      | 2013–     | Bo'Bo'+ Bo'Bo'  |           | Toshiba, Dalian        | |                                                 |
| FXD1H      | 2023      | Co'Co'          |           | Zhuzhou                | Akkulokomotive | FXD1H                                           |

## Triebwagen und Triebzüge
- CRH = China Railways High-speed

### Dieseltriebzüge
| Baureihe | Baujahre  | Hersteller       | Anzahl    | Bemerkungen | Bild     |
| -------- | --------- | ---------------- | --------- | --- | -------- |
| Dongfeng | 1959      | CSR Sifang       | 1         | | Dongfeng |
| NC3      | 1962      | Ganz             | 8         | | NC3      |
| NZJ      | 1998-1999 | Tangshan         | 2         | „Lushan“ (Doppelstock-Zug) | NZJ      |
| NYJ1     | 1998–2001 | CSR Sifang       | 11        | 2 Triebwagen, 4 antriebslose Mittelwagen, „Nordsee“ „Nordasien“ „Jinlong“ „Jiujiang“ „Trockener Tau“                                    | NYJ1     |
| NZJ1     | 1999      | Qishuyan, Puzhen | 1         | „Neue Morgendämmerung“ | NZJ1     |
| NZJ2     | 2000–2003 | Dalian           | 2 (?) + 4 | Triebköpfe ohne Nutzraum, doppelstöckige Mittelwagen, laut chinesischer WP 2 Serien (≥ 2 金轮号 „Goldenes Rad“ und 4 神州号 „Shenzhou“) | NZJ2     |

### Elektrotriebzüge
| Baureihe | Baujahre | Hersteller                      | Bemerkungen                                                                                 | Bild                                                                     |
| -------- | -------- | ------------------------------- | ------------------------------------------------------------------------------------------- | ------------------------------------------------------------------------ |
| CRH1     | 2007–    | Bombardier, Sifang              | basierend auf Bombardier Regina (CRH1A und CRH1B) und Bombardier Zefiro (CRH1E und CRH1A-A) | CRH1A, Variante der schwedischen Regina-Züge                             |
| CRH2     | 2006–    | Kawasaki, Sifang                | basierend auf der Shinkansen-Baureihe E2-1000                                               | CRH2A, Variante des japanischen Shinkansen E2                            |
| CRH3     | 2007–    | Siemens, CNR Tangshan           | basierend auf Siemens Velaro                                                                | CRH3C, Variante des ICE 3 (Velaro CN)                                    |
| CRH5     | 2006–    | Alstom                          | basierend auf FS ETR 600 „Pendolino“                                                        | CRH5, Variante des italienischen Pendolino, allerdings ohne Neigetechnik |
| CRH6     | 2014-    |                                 |                                                                                             | CRH6                                                                     |
| KDZ1A    | 1999     | Changchun                       | „Frühlingsstadt“                                                                            | KDZ1A                                                                    |
| DJJ1     | 2000     | Zhuzhou                         | „Blauer Pfeil“                                                                              | DJJ1                                                                     |
| DJJ2     | 2002     | Zhuzhou                         | „China-Stern“                                                                               | DJJ2                                                                     |
| DJF1     | 2001     | Zhuzhou, Sifang                 | „Zhongyuan-Stern“                                                                           | DJF1                                                                     |
| DJF2     | 2001     | Puzhen                          | „Pionier“                                                                                   | DJF2                                                                     |
| DJF3     | 2004     | Changchun                       | „Changbai-Berg“                                                                             | DJF3                                                                     |
| CRH380A  | 2010-    | Sifang                          | Eigenentwicklung                                                                            | CRH380A                                                                  |
| CRH380B  |          |                                 | basierend auf Siemens Velaro                                                                | CRH380B                                                                  |
| CRH380C  |          |                                 | basierend auf Siemens Velaro                                                                | CRH380C, Weiterentwicklung des CRH380B                                   |
| CRH380D  | 2012-    | Bombardier, CRRC Qingdao Sifang | basierend auf Bombardier Zefiro                                                             | CRH380D Variante des Zefiro                                              |
| CR200J   |          |                                 | „Fuxing“, siehe Fuxing (Hochgeschwindigkeitszug)                                            | CR200J                                                                   |
| CR300AF  |          |                                 | „Fuxing“, siehe Fuxing (Hochgeschwindigkeitszug)                                            | CR300AF                                                                  |
| CR300BF  |          |                                 | „Fuxing“, siehe Fuxing (Hochgeschwindigkeitszug)                                            | CR300BF                                                                  |
| CR400AF  |          |                                 | „Fuxing“, siehe Fuxing (Hochgeschwindigkeitszug)                                            | CR400AF, Red Dolphin                                                     |
| CR400BF  |          |                                 | „Fuxing“, siehe Fuxing (Hochgeschwindigkeitszug)                                            | CR400BF, Golden Phoenix                                                  |